# یونوش قورگه
یونوش قورگه (انگلیسی: Ionuț Gheorghe؛ زادهٔ ۲۹ فوریهٔ ۱۹۸۴) بوکسور اهل رومانی است.